# Aristida condylifolia
Aristida condylifolia är en gräsart som beskrevs av José Aristida Alfredo Caro. Aristida condylifolia ingår i släktet Aristida och familjen gräs. Inga underarter finns listade i Catalogue of Life.